# Atlantic City Railroad
L'Atlantic City Railroad (ACRR) était un chemin de fer américain de classe I qui fut créée en 1889 par le Philadelphia and Reading Railway pour fusionner plusieurs filiales et relier Camden à la côte Atlantique. En 1933, l'Atlantic City Railroad loua le West Jersey and Seashore Railroad et adopta le nouveau nom Philadelphia-Reading Seashore Lines (PRSL).

## Les prédécesseurs avant 1889

### Le Camden, Gloucester and Mt Ephraim Railway
Il fut créé le 17 juin 1873 pour transporter les nombreux passagers débarquant des ferries à Kaighn's Point dans Camden pour les amener vers la zone industrielle de Gloucester City (à 6,3 km de là), puis vers le Borough de Mount Ephraim (2,1 km plus loin). Un écartement étroit (914 mm) fut choisi car la ligne passait dans les rues des agglomérations et devait négocier des courbes serrées. Les travaux débutèrent en janvier 1874, et la ligne de Kaighn’s Point à Gloucester City ouvrit le 14 février 1874. La ligne vers le Borough de Mount Ephraim ouvrit en mai 1876. À la mi-novembre 1884, le Philadelphia and Reading Railway fit l'acquisition du Camden, Gloucester and Mt Ephraim Railway. Le Philadelphia & Reading mit la voie à l'écartement standard (1 435 mm) dès 1885.

### Le Philadelphia and Atlantic City Railway
Au cours de l'année 1875, 4 membres du conseil d'administration du Camden and Atlantic Railroad (reliant Camden à Atlantic City via Berlin depuis 1854), menés par Samuel Richards qui était un dirigeant du C&A depuis 24 ans, décidèrent de construire une seconde ligne entre Camden, New Jersey et Atlantic City, NJ via Clementon, NJ. Le Philadelphia & Atlantic fut créé le 24 mars 1876. Afin de minimiser les coûts, l'écartement étroit (1 067 mm) fut adopté. Les travaux furent lancés en avril 1877, et s'achevèrent 90 jours plus tard après avoir parcouru 88 km. Il fit banqueroute le 12 juillet 1878. Il fut repris par le Central Railroad of New Jersey et le Philadelphia and Reading Railway pour la somme d'un million de dollars le 20 septembre 1883. Son nom fut modifié en Philadelphia and Atlantic Railroad le 4 décembre 1883. La ligne fut remise à l'écartement standard le 5 octobre 1884. Le Philadelphia & Reading racheta les parts du Central Railroad of New Jersey le 4 décembre 1885.  

### Le Williamstown Railroad
Il fut créé le 13 lars 1871 par les propriétaires d'une verrerie de Williamstown, pour relier Atco, New Jersey à Williamstown. Les 15,3 km de ligne furent achevés en 1873. Une petite portion, longue de 2,7 km, fut posée jusqu'à Robanna, NJ. Il fit banqueroute en novembre 1881. Lors de sa vente sous saisie, il fut racheté par le Central Railroad of New Jersey et le Philadelphia and Reading Railway le 6 octobre 1883. Il fut rebaptisé Williamstown and Delaware River Railroad, appellation qui devint effective le 7 décembre 1883.  

### Le Williamstown and Delaware River Railroad
Au cours de l'été 1883, les voies furent posées jusqu'à Glassboro, ce qui porta la longueur totale de la ligne à 25,3 km. Cette même année, un embranchement de 1,9 km appelé Glassboro Railroad, fut posé dans Glassboro pour relier la verrerie des Whitney Brother’s. Le Philadelphia and Reading Railway racheta les parts du Central Railroad of New Jersey le 4 décembre 1885. En 1887, une nouvelle extension fut construite jusqu'à Mullica, NJ.

## Création de l'Atlantic Railroad
Le 1er avril 1889, le Philadelphia and Reading Railway consolida tous ses chemins de fer situés dans le sud du New Jersey pour constituer l'Atlantic City Railroad.

### Records de vitesse
Le 20 juillet 1904, le train régulier no 25, constitué de 5 voitures de voyageurs, et tracté par la locomotive no 334 du Philadelphia and Reading Railway (class P-4c de type 4-4-2), établit des records de vitesse. Il parcourut les 89,3 km qui séparaient Kaighn's Point (Camden, NJ) d'Atlantic City, NJ, en 43 min, à la vitesse moyenne de 124,54 km/h. Les 47,14 km séparant Winslow Junction de Meadows Tower (à l'extérieur d'Atlantic City) furent couverts en 20 min à la vitesse moyenne de 141,43 km/h. Sur la petite portion entre Egg Harbor et Brigantine Junction, le train aurait atteint les 185 km/h.

## Les chemins de fer acquis en 1901
L'Atlantic City Railroad fut réincorporé le 14 juin 1901 à la suite de la fusion de plusieurs chemins de fer.

### Le Camden County Railroad
Il fut créé le 17 septembre 1889 afin de prolonger le Gloucester Branch (ex Camden, Gloucester & Mt Ephraim Railway) de l'Atlantic City Railroad entre le Borough de Mount Ephraim et Spring Mills où la Bateman Manufacturing Company produisait des matériels agricoles. Le 31 décembre 1890, 8 km de ligne furent achevés au sud de Mount Ephraim; les 3,5 km restants furent terminés le 10 mai 1891. Spring Mills accueillit son premier train le troisième dimanche de mars, tandis que le premier convoi de matériel agricole et d'outillage ne quitta la Bateman Manufacturing que début avril. Les gares du Camden County Railroad furent construites, une fois la ligne achevée, à Bellmawr, Runnemede, Glendora, Chews Landing (anciennement South Glendora), Blenheim, Blackwood, et Spring Mills (rebaptisé Grenloch dans le Gloucester Township). La compagnie, ayant accompli l'extension du Gloucester Branch (reliant Mount Ephraim à Grenloch), fut alors louée à l'Atlantic City Railroad, comme l'attestent les horaires du 14 avril 1892.

### Le Cape May, Delaware Bay and Sewell's Point Railroad
Il reliait la région de Cape May à Sewell’s Point

### L'Ocean City Railroad
Il reliait Ocean City Junction à Ocean City, New Jersey

### Le Seacoast Railroad
Il reliait Winslow Junction à Tuckahoe, Sea Isle City et Cape May.

## Les chemins de fer acquis dans les années 1930

### Le Stone Harbor Railroad
Acquis en avril 1932, ce chemin de fer reliait Cape May Court House à Stone Harbor; Le PRSL le fusionna en 1936.

### Le Wildwood and Delaware Bay Short Line Railroad
Acquis en juillet 1930, ce chemin de fer reliait Wildwood Junction à Wildwood; l'Atlantic City Railroad (devenu PRSL en 1933) le fusionna en 1934.

## Les chemins de fer exploités ou loués

### Le Pleasantville and Ocean City Railroad
Il fut créé le 9 juin 1880 dans le New Jersey par William Massey. La ligne, construite à l'écartement étroit (1 067 mm) et reliant Pleasantville à Somers Point, fut ouverte le 26 octobre 1880. Il était exploité par le Philadelphia & Atlantic City Railway. La liaison entre Somers Point et Ocean City se faisait par un bateau à vapeur exploité par l'Ocean City Association. 
En mai 1882, William Massey vendit ce chemin de fer au  West Jersey and Atlantic Railroad. Le contrat de location débuta le 1er juin 1882, et le 4 juin suivant, le West Jersey & Atlantic reconvertit la ligne à l'écartement standard (1 435 mm).

### Les chemins de fer de l'île de Brigantine
Le Brigantine Beach Railroad fut créé le 7 août 1889 dans le New Jersey pour relier Pomona (sur la ligne du Camden and Atlantic Railroad) à  Brigantine Island.
Le Pomona Beach Railroad fut créé le 21 avril 1890 dans le New Jersey pour relier le Brigantine Beach Railroad à l'Atlantic City Railroad.
Le 18 août 1890, le Brigantine Beach Railroad et le Pomona Beach Railroad furent loués à l'Atlantic City Railroad. Le 27 janvier 1891, le Pomona Beach Railroad se consolida avec le  Brigantine Beach Railroad, et circulait sur les 22,4 km de voies séparant Brigantine Beach de Brigantine Junction.
En 1893, la Brigantine Transit Company fit construire une ligne électrifiée pour trolley le long de la Brigantine Beach. Le sectétaire de cette compagnie, George H. Cook, racheta le Brigantine Beach Railroad lors de sa vente sous saisie le 27 juin 1895.
Le 1er avril 1896, le Brigantine Beach Railroad fut réincorporé sous le nom de Philadelphia and Brigantine Railroad, avec George H. Cook à sa présidence; il loua ensuite la Brigantine Transit Company. Le 30 septembre 1897, l'Atlantic City Railroad cessa de louer le Philadelphia & Brigantine Railroad. Le 12 septembre 1903, un orage détruisit le pont à chevalet du Philadelphia & Brigantine Railroad permettant l'accès à Brigantine Island. Ce chemin de fer finit par cesser son activité le 9 octobre 1903.

## Le Pennsylvania-Reading Seashore Lines
En 1932, les régulateurs des services publics du New Jersey obligèrent le Pennsylvania Railroad et la Reading Company à réunir leurs filiales respectives, appelées West Jersey and Seashore Railroad et Atlantic City Railroad, pour former le Pennsylvania-Reading Seashore Lines(PRSL). Les 2/3 du PRSL étaient contrôlés par le Pennsylvania Railroad, et le tier restant par le Reading. Le 15 juillet 1933, l'Atlantic City Railroad loua le West Jersey and Seashore Railroad et adopta le nouveau nom Philadelphia-Reading Seashore Lines (PRSL).

## Traduction
- (en) Cet article est partiellement ou en totalité issu de l’article de Wikipédia en anglais intitulé « Atlantic City Railroad » (voir la liste des auteurs).